# Sheffield, Tasmanien
Sheffield är en ort i Australien. Den ligger i kommunen Kentish och delstaten Tasmanien, i den sydöstra delen av landet, omkring 180 kilometer nordväst om delstatshuvudstaden Hobart. Antalet invånare är 1 034.
Runt Sheffield är det mycket glesbefolkat, med 4 invånare per kvadratkilometer.. Närmaste större samhälle är Latrobe, omkring 18 kilometer nordost om Sheffield. 
I omgivningarna runt Sheffield växer i huvudsak städsegrön lövskog. Genomsnittlig årsnederbörd är 1 607 millimeter. Den regnigaste månaden är augusti, med i genomsnitt 221 mm nederbörd, och den torraste är januari, med 57 mm nederbörd.